# Yomiuri Shimbun
Yomiuri Shimbun, japanske dnevne novine i najtiražnije novine na svijetu s dnevnom nakladom od 9 milijuna primjeraka. Prvo izdanje novina izašlo je 2. studenog 1874. Sjedište novina je u Tokiju, ali se tiskaju i u Osaki te Fukuoki. Konzervativnog su političkog usmjerenja.
Jubilarna izdanja:
- 10.000-to: 8. travnja 1905.
- 20.000-to: 22. listopada 1932.
- 30.000-to: 10. svibnja 1960.
- 40.000-to: 25. listopada 1987.
- 50.000-to: 9. travnja 2015.

U siječnju 2002. novine su dosegle dnevnu nakladu od 14,3 milijuna primjeraka. Taj broj pao je na 10 milijuna do 2010., da bi se 2013. opet popeo na 13,5 milijuna primjeraka. Ipak, zbog napretka međumrežja i sve veće posjećenosti mrežnih izdanja, naklada se smanjila na današnjih 9 milijuna primjeraka. Unatoč tome, i dalje ostaju najtiražnije novine u svijetu. 
Tiskaju se dvaput dnevno i imaju nekoliko manjih, mjesnih izdanja. Novine imaju i vlastitu bejzbol momčad Yomiuri Giants, zabavni park Yomiuriland te vlastiti televizijski kanal YTC koji se prikazuje na području Osake. Bile su poznate i po svojoj oglašivačkog agenciji "Yomiko". 
Novine su ustanovile književnu Nagradu Yomiuri, čiji su dobitnici između ostalog bili i Haruki Murakami te Yukio Mishima, a dodjeljuje se od 1948. godine. Prvi ne-Japanac koji je pisao za novine bio je američki istraživački novinar Jake Adelstein 1993. godine te je za Yomiuri Shimbun pisao punih dvanaest godina.